# Cullenia
Cullenia Wight è un genere della famiglia delle Malvacee diffuso in India e Sri Lanka.

## Tassonomia
Il genere comprende le seguenti specie:
- Cullenia ceylanica (Gardner) Wight ex K.Schum.
- Cullenia exarillata A.Robyns
- Cullenia rosayroana Kosterm.